# Sūr-e Meghdād
Sūr-e Meghdād (persiska: سورمغداد, Sūr-e Meqdād) är en ort i Iran.   Den ligger i provinsen Khuzestan, i den centrala delen av landet, 600 km söder om huvudstaden Teheran. Sūr-e Meghdād ligger 54 meter över havet och antalet invånare är 206.
Terrängen runt Sūr-e Meghdād är platt åt sydväst, men åt nordost är den kuperad.Runt Sūr-e Meghdād är det ganska tätbefolkat, med 62 invånare per kvadratkilometer. Närmaste större samhälle är Soveyreh, 15,6 km väster om Sūr-e Meghdād. Trakten runt Sūr-e Meghdād är ofruktbar med lite eller ingen växtlighet.